# مجموعة الطاقة المتحدة
مجموعة الطاقة المتحدة أو «يونايتد إنرجي جروب» (UEG) (SEHK: 00467) هي شركة مستقلة صينية تعمل في مجال استكشاف وإنتاج النفط والغاز الطبيعي مقرها هونغ كونغ. بالإضافة إلى عملياتها في بكين وهونغ كونغ تعمل أيضاً في عدة دول أخرى هي باكستان وسنغافورة وبلغاريا والعراق ومصر والإمارات العربية المتحدة.

## مناطق الإمتياز

### مصر
تستحوذ الشركة حالياً شركتان تعملان في مجال استكشاف وإنتاج النفط والغاز في مصر وهما:
- كويت إنرجي إيجيبت: تأسست عام 2005 واستحوذت عليها مجموعة الطاقة المتحدة في عام 2019.[3]
  - شركاتها التابعة:
    - المتحدة للطاقة مصر «يونايتد إنرجي إيجيبت ليمتد»: تأسست في عام 2021.[4][5]
- أبكس إنترناشيونال إنرجي هولدنجز: استحوذت عليها مجموعة الطاقة المتحدة في عام 2025.[6][7]

| منطقة الإمتياز                    | الشركة القائمة بالعمليات      | الشركة الموقعة للإتفاقية        | التشريعات المنظمة       | التشريعات المنظمة                                                           | ملاحظات                                                                |
| منطقة الإمتياز                    | الشركة القائمة بالعمليات      | الشركة الموقعة للإتفاقية        | القانون                 | التعديلات أو القوانين التي حلت محله                                         | ملاحظات                                                                |
| --------------------------------- | ----------------------------- | ------------------------------- | ----------------------- | --------------------------------------------------------------------------- | ---------------------------------------------------------------------- |
| رأس قطارة بالصحراء الغربية        | بتروفرح «فرح للبترول»         | أبكس إنترناشيونال إنرجي هولدنجز | قانون رقم 4 لسنة 1989   | - قانون رقم 17 لسنة 1994 - قانون رقم 165 لسنة 2018 - قانون رقم 21 لسنة 2024 | - استحوذت عليها من: - إيوك - بالإشتراك مع: - إينا إندستريا نافتا دي دي |
| شرق سيوة بالصحراء الغربية         |                               | أبكس إنترناشيونال إنرجي هولدنجز | قانون رقم 13 لسنة 2023  |                                                                             | حصة غير حاكمة بالإشتراك مع: - إيوك                                     |
| غرب وادي النطرون بالصحراء الغربية | بورابيتكو «برج العرب للبترول» | يونايتد إنرجي إيجيبت ليمتد      | قانون رقم 10 لسنة 2023  |                                                                             |                                                                        |
| برج العرب بالصحراء الغربية        | بورابيتكو «برج العرب للبترول» | كويت إنرجي إيجيبت ليمتد         | قانون رقم 170 لسنة 2022 |                                                                             |                                                                        |
| غرب الرزاق بالصحراء الغربية       | بتروفرح «فرح للبترول»         | أبكس إنترناشيونال إنرجي هولدنجز | قانون رقم 162 لسنة 2019 |                                                                             | استحوذت عليها من: - إيوك                                               |
| غرب بدر الدين بالصحراء الغربية    |                               | أبكس إنترناشيونال إنرجي هولدنجز | قانون رقم 203 لسنة 2017 |                                                                             |                                                                        |
| جنوب شرق مليحة بالصحراء الغربية   |                               | أبكس إنترناشيونال إنرجي هولدنجز | قانون رقم 202 لسنة 2017 |                                                                             |                                                                        |
| جنوب غرب مليحة بالصحراء الغربية   |                               | أبكس إنترناشيونال إنرجي هولدنجز | قانون رقم 212 لسنة 2014 | قانون رقم 3 لسنة 2023                                                       | حصة غير حاكمة بالإشتراك مع: - إيوك                                     |
| أبو سنان بالصحراء الغربية         | بورابيتكو «برج العرب للبترول» | كويت إنرجي إيجيبت ليمتد         | قانون رقم 69 لسنة 2006  | قانون رقم 88 لسنة 2018                                                      |                                                                        |
| شرق الأبيض بالصحراء الغربية       |                               | أبكس إنترناشيونال إنرجي هولدنجز | قانون رقم 171 لسنة 2005 |                                                                             | حصة غير حاكمة بالإشتراك مع: - إيوك                                     |
| شرق كنايس بالصحراء الغربية        | بتروفرح «فرح للبترول»         | أبكس إنترناشيونال إنرجي هولدنجز | قانون رقم 144 لسنة 2004 |                                                                             | استحوذت عليها من: - إيوك                                               |